# Cline River
Der Cline River ist ein 32 km langer linker Nebenfluss des North Saskatchewan River in den Kanadischen Rocky Mountains im Westen der kanadischen Provinz Alberta.

## Flusslauf
Der Cline River hat seinen Ursprung in dem etwa 1750 m hoch gelegenen Bergsee Pinto Lake. Der Cline River fließt in überwiegend östlicher Richtung durch das Gebirge. Dabei nimmt er links- und rechtsseitig mehrere Bäche auf. Die größten Nebenflüsse sind Cataract Creek, McDonald Creek und Coral Creek, alle drei von links. Der Cline River mündet schließlich in den Abraham Lake, ein vom North Saskatchewan River durchflossener Stausee. Unmittelbar oberhalb der Mündung überquert der Alberta Highway 11 den Fluss. Das Einzugsgebiet des Cline River ist 822 km² groß. Das Einzugsgebiet wird im Westen von den Gipfeln Cirrus Mountain (3270 m) und Mount Coleman (3135 m) sowie im Süden vom Mount Cline (3361 m) flankiert. Der nordwestliche Teil des Einzugsgebietes gehört zur White Goat Wilderness Area. Im Westen grenzt das Einzugsgebiet an den Banff-Nationalpark.

## Namensgebung
Der Fluss sowie der Berg Mount Cline und der nordwestlich vom Pinto Lake gelegene Gebirgspass Cline Pass sind nach Michel Klyne benannt, auch als „Michael Cline“ bezeichnet, ein Pelzhändler der Hudson’s Bay Company und der North West Company.